# PrEP терапија
Профилакса пре излагања (ПрЕП) је употреба лекова који се користе за спречавање ширења болести код људи који још увек нису били изложени агенсу који изазива болест, обично вирусу. Термин се обично односи на специфичну употребу антивирусних лекова као стратегију за превенцију ХИВ / АИДС-а .  ПрЕП је једна у низу стратегија превенције ХИВ- а за људе који су ХИВ негативни, али који имају већи ризик од заразе ХИВ-ом, укључујући сексуално активне одрасле особе са повећаним ризиком од ХИВ-а, људе који се баве инјекционом употребом дроге и серодискордантни сексуално активни парови. 
Када се користи на прави начин, ПрЕП је високо ефикасан јер смањује ризик од инфекције ХИВ-ом чак до 99%.
Од 2019. године СЗО препоручује употребу 2 лека у комбинацији као ПрЕП. Најчешће је то комбинација  tenofovir disoproxil и emtricitabine, или комбинација  tenofovir disoproxil and lamivudine.

## Употреба
Смернице за употребу ПрЕП-а су следеће:
- сексуално активан/на у последњих 6 месеци, али НЕ у сексуално моногамној вези са недавно тестираним ХИВ- партнером/ком и ако...[3]
  - је човек који има секс са мушкарцима и који...
    - је имао анални секс са другим мушкарцем у последњих 6 месеци без кондома, или...
    - је у последњих 6 месеци имао полно преносиву инфекцију

  - је сексуално активна одрасла особа (мушко или женско са мушким или женским партнерима) која...
    - је мушкарац који има сексуалне односе и са мушкарцима и са женама, или. . .
    - има секс са партнерима са повећаним ризиком од заразе ХИВ-ом (нпр. корисници инјекционих дрога, мушкарци који имају секс са мушкарцима) без сталне употребе кондома
- неко ко је убризгавао недозвољене дроге у протеклих шест месеци или делио опрему за убризгавање дроге са другим корисницима дроге у последњих шест месеци или неко ко је био на лечењу због употребе инјекционих дрога у последњих шест месеци

Пре започињања ПрЕП терапије потребно је лаборатијско тестирање на ХИВ. Од особе која узима ПрЕП се очекује да се редовно консултује са својим лекаром (инфектолог).  Појединци морају бити негативни на ХИВ пре започињања ПрЕП, јер особе заражене ХИВ-ом које узимају ПрЕП  ризикују да постану резистентне на лек емтрицитабин. 
Постоји неколико пријављених случајева људи који су се инфицирали ХИВ-ом упркос узимању ПрЕП.  Људи који узимају ПрЕП такође треба да користе друге стратегије заштите, попут кондома.  ПрЕП не спречава трудноћу и полно преносиве инфекције осим ХИВа

## ED-PrEP
Превенција пре експозиције условљена догађајима или ED-PrEP (event-driven pre-exposure prophylaxis) је такође опција. ED-PrEP се такође назива и "дозирање 2+1+1", јер режим дозирања укључује особу која узима две таблете 2 до 24 пре секса, једну таблету 24 сата након узимања прве две таблете, и последња пилула узета 48 сати након узимања прве две таблете.  Ова терапија смањује вероватноћу од инфицирања за 86%.
Према СЗО, ED-PrEP треба узети у обзир за превенцију ХИВ инфекције код мушкараца који имају секс са мушкарцима који имају релативно ретки секс и који могу раније планирати секс или га одложити.

## Контраиндикације
ПрЕП је контраиндикован код особа које имају непознат или позитиван ХИВ статус. Поред тога, свака преосетљивост или тешка алергија на било који састојак је контраиндикација за даљу употребу ових лекова.  

## Нежељена дејства
Истраживања показују да је профилакса пре експозиције (ПрЕП) углавном безбедна за већину појединаца, иако је примећено да се јављају неки нежељени ефекти. Неки људи имају „старт-синдром“ који укључује мучнину, главобољу, проблеме са стомаком. Ова дејства обично нестају у року од неколико недеља од почетка узимања ПрЕП лекова. 
Истраживања су показала да је употреба Труваде као ПрЕП повезана са благим до умереним падом функције бубрега, углавном повезаним са старијим особама старијим од 50 година и код особа са ранијим проблемима са бубрезима.
Друга потенцијално опасна нежељена дејства укључују погоршање хепатитис Б инфекције, млечну ацидозу и тешке хепатомегалија.

## Даље читање
- PEP терапија (Превенција после изложености)
- Клиника за тропске и инфективне болести КЦ Србије
- Клиника за инфективне болести КЦ Војводине
- Клиника за инфективне болести КЦ Крагујевац Архивирано на веб-сајту  (29. јун 2021)
- Клиника за инфективне болести КЦ Ниш Архивирано на веб-сајту  (29. јун 2021)